# Gil Kane
Eli Katz (6 de abril de 1926 – 31 de janeiro de 2000), mais conhecido por seu pseudônimo Gil Kane, foi um ilustrador de histórias em quadrinhos cuja carreira englobou os períodos conhecidos como Era de Ouro e Era de Prata dos Quadrinhos.

## Biografia
Kane nasceu em Riga, Letônia. Sua família mudou-se para os E.U.A. em 1929, estabelecendo-se no Brooklyn.
Aos 16 anos, enquanto estudava na High School of Industrial Art, ele começou a trabalhar em estúdios como assistente, primeiramente em trabalhos maçantes (como desenhar as bordas dos quadrinhos); depois de um mês, Kane já começara a desenhar e a colorir ilustrações, e logo deixou a escola para poder trabalhar o dia inteiro. Nos anos seguintes ele se empregaria em diversos estúdios (inclusive na Timely Comics, que mais tarde tornaria-se a Marvel), aprendendo com artistas de destaque como Jack Kirby e Joe Simon. Kane interrompeu sua carreira brevemente para alistar-se no exército durante a II Guerra Mundial.
Já no final dos anos 50, Kane participou intensamente das publicações da DC Comics, ajudando a modelar a Era de Prata dos Quadrinhos ao tornar-se artista principal de uma série de novos títulos de super heróis baseados em personagens dos anos 40, como Lanterna Verde e Eléktron. Ele também continuou a trabalhar para a Marvel, ilustrando muitas de suas principais revistas nos anos 60, como Homem-Aranha, Hulk e Capitão América. Seu estilo distinto, que combinava as figuras detalhadas de Frank Frazetta com a violência estilizada e os movimentos exagerados de Jack Kirby, influenciou bastante outros artistas da Marvel durante a época.
Entre os projetos paralelos de Kane estavam dois longos trabalhos que ele escreveu e ilustrou: His Name is…Savage (1968) e Blackmark (1971). Fugindo dos padrões da época, as duas obras foram publicadas em um único volume ao invés de em série, sendo consideradas exemplos de protótipos do formato graphic novel. Em 1971, criou o personagem Morbius, um vampiro coadjuvante das história do Homem-Aranha, junto ao roteirista Roy Thomas. A parceria voltaria a acontecer na criação do super-herói Punho de Ferro, em 1974. Durante os anos 70 e 80, ele também criou uma tira de jornal, Stark Hawks, além de modelar o visual de vários personagens da Hanna-Barbera.
Em homenagem a seu trabalho de mais de cinco décadas, Kane foi incluído tanto no Hall da Fama do Prêmio Eisner quanto no Hall da Fama Jack Kirby do Prêmio Harvey em 1997.
Ele morreu em 2000 na Flórida em decorrência de complicações resultantes de um câncer.